# Schima (Gewand)

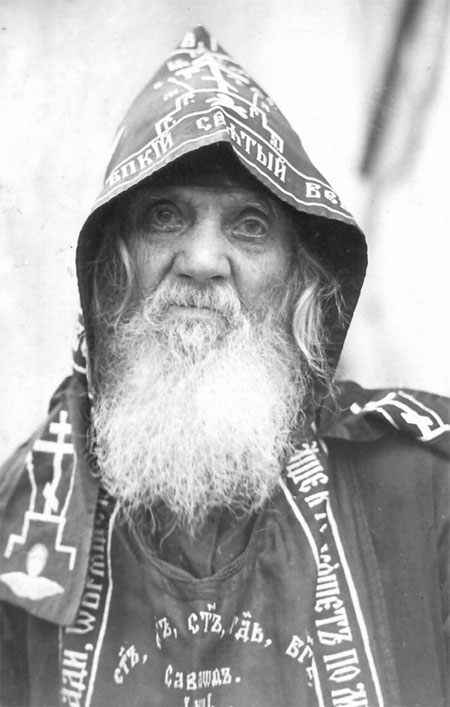
Ein orthodoxer Mönch mit dem großen Schima

Das (große) Schima (sprich: S-chima, von altgriechisch σχῆμα [ˈsçæma]), auch Megaloschema oder Schema ist ein Gewandstück des Habits mancher Mönche und Nonnen in den orthodoxen, orientalisch-orthodoxen und ostkatholischen Klöstern. Die Träger gelten als besonders erfahren in den Anfechtungen des geistlichen Lebens. Als Zeichen tragen sie in der byzantinischen Orthodoxie ein reich verziertes Skapulier und eine Kapuze mit aufgestickten Kreuzen. 
Bei den Kopten besteht das Askīm (σχῆμα) aus Lederriemen mit zwölf eingeflochtenen Kreuzen, die unter dem gewöhnlichen Habit über die Schultern, um Brust und Rücken gelegt werden.
Das Aussehen des Schimas geht der orthodoxen Tradition zufolge auf den Wüstenvater Antonius zurück, dem Engel das Aussehen des Schimas in einer Vision gezeigt hätten. Wann ein Mönch oder eine Nonne das Schima anlegen kann, ist nicht einheitlich festgelegt. In einigen Traditionen muss sich der Mönch oder die Nonne mindestens 25 Jahre im monastischen Leben bewährt haben, in anderen Traditionen wird es erst auf dem Sterbebett verliehen.